# Umuara
Umuara là một chi nhện trong họ Anyphaenidae.